# Ichthyophis khumhzi
La ichthyophis rayada de Khumhzi (Ichthyophis khumhzi) es una especie de anfibio gimnofión de la familia Ichthyophiidae.
Se considera endémica del distrito de Tamenglong, del estado de Manipur (India). Habita en zona situada a una altitud de unos 320 m s. n. m.